# Simone Raatz

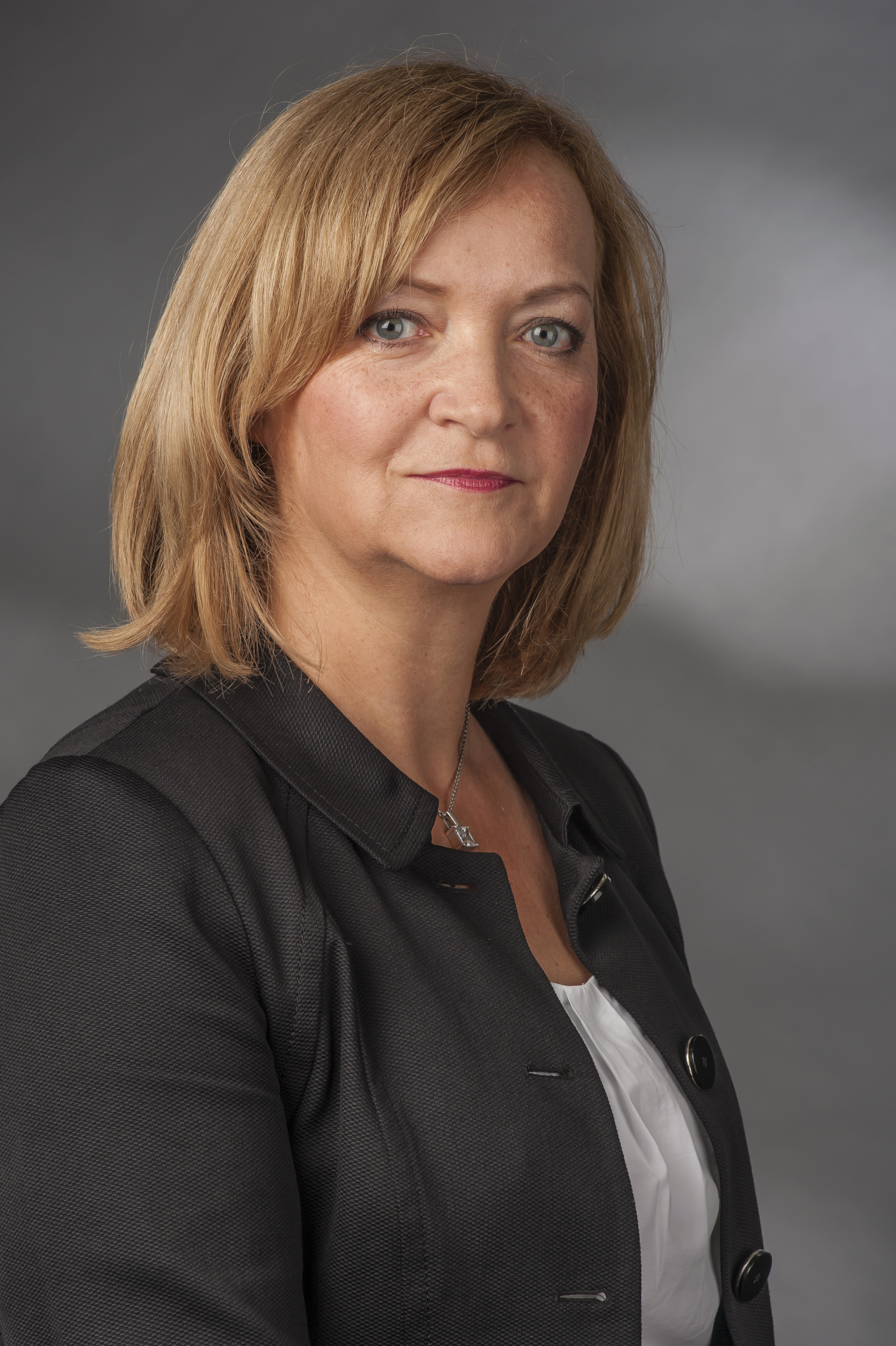
Simone Raatz (2014)

Simone Raatz (* 25. Dezember 1962 in Weimar) ist eine deutsche Politikerin (SPD) und Chemikerin. Sie war von 1999 bis 2009 Mitglied des Sächsischen Landtags und von 2013 bis 2017 Abgeordnete im Bundestag.

## Leben
Nach dem Abitur 1981 studierte Simone Raatz an der Martin-Luther-Universität Halle-Wittenberg Chemie und schloss mit dem Diplom ab. 1986 wurde sie wissenschaftliche Mitarbeiterin am Forschungsinstitut für Aufbereitung in Freiberg und an der TU Bergakademie Freiberg. 1992 wurde sie zum Dr. rer. nat. promoviert. Im Jahr 2000 habilitierte sie sich zum Thema Grenzflächenstruktur und Stoffübergang bei der Metallextraktion. Seit 2005 ist Raatz Privatdozentin an der TU Bergakademie Freiberg.
Sie ist geschieden und hat eine Tochter. Ihr Vater Dieter Eckardt (1938–2018) war Direktor des Goethe-Nationalmuseums in Weimar.

## Politik
Simone Raatz' politische Karriere begann 1989 mit dem Eintritt in die SDP bzw. SPD. Seit 1990 ist sie stellvertretende Vorsitzende des Ortsvereines Freiberg, seit 2006 im Landesvorstand der SPD Sachsen und seit 2008 stellvertretende Vorsitzende des Unterbezirks Kreisverband Mittelsachsen. Von 2001 bis 2006 war sie Mitglied des Bundesparteirates der SPD. 
Bei den Landtagswahlen 1999 und 2004 wurde Raatz über die Landesliste der SPD Sachsen in den Landtag gewählt. Sie war dort eine der stellvertretenden Fraktionsvorsitzenden sowie Mitglied im Ausschuss „Schule und Sport“ und im Ausschuss für „Wissenschaft und Hochschule, Kultur und Medien“. Zudem war sie hochschul- und verkehrspolitische Sprecherin der SPD-Fraktion. Bei der Landtagswahl 2009 trat Raatz nicht mehr als Bewerberin um ein Landtagsmandat an. Auf Listenplatz 6 verpasste sie bei der Bundestagswahl 2009 knapp den Einzug in den Bundestag. Dieser gelang ihr vier Jahre später bei der Bundestagswahl 2013 auf Listenplatz 2 der sächsischen Landesliste. Ab Januar 2014 war Simone Raatz stellvertretende Vorsitzende des Ausschusses für Bildung, Forschung und Technikfolgenabschätzung. Zudem war sie ordentliches Mitglied im Petitionsausschuss des Deutschen Bundestages.
Seit März 2015 ist Simone Raatz Mitglied im Senat der Deutschen Industrieforschungsgemeinschaft Konrad Zuse.